# Naturbahnrodel-Junioreneuropameisterschaft 1979
Die 6. FIL-Naturbahnrodel-Junioreneuropameisterschaft fand vom 10. bis 11. Februar 1979 in Liezen in Österreich statt.

## Einsitzer Herren
| Platz | Name                | Zeit |
| ----- | ------------------- | ---- |
| 01    | Alexander Lageder   | ?    |
| 02    | Ernst Marinelli     | ?    |
| 03    | Manfred Danklmaier  | ?    |
| 04    | Huber Antholzer     | ?    |
| 05    | Otto Meraner        | ?    |
| 06    | Vinzenz Molling     | ?    |
| 07    | Walter Gummerer     | ?    |
| 08    | Hermann Greiderer   | ?    |
| 09    | Andreas Kröll       | ?    |
| 10    | Sieghard Fankhauser | ?    |

26 Rodler kamen in die Wertung.

## Einsitzer Damen
| Platz | Name               | Zeit |
| ----- | ------------------ | ---- |
| 1     | Ida Huber          | ?    |
| 2     | Sonja Wohlfarter   | ?    |
| 3     | Nelly Chapellu     | ?    |
| 4     | Claudia Steixner   | ?    |
| 5     | Delia Vaudan       | ?    |
| 6     | Hildegard Kometter | ?    |
| 7     | Gabi Steiner       | ?    |
| 8     | Barbara Winkler    | ?    |

Acht Rodlerinnen kamen in die Wertung.

## Doppelsitzer
| Platz | Name                                  | Zeit |
| ----- | ------------------------------------- | ---- |
| 1     | Ludwig Hellweger – Ernst Oberhammer   | ?    |
| 2     | Manfred Danklmaier – Willi Danklmaier | ?    |
| 3     | Robert Marinelli – Alfred Marinelli   | ?    |
| 4     | Otto Meraner – Robert Welscher        | ?    |
| 5     | Hubert Antholzer – Georg Antholzer    | ?    |
| 6     | Giuseppe Cerise – Marco Dolean        | ?    |
| 7     | Harald Tomelitsch – Michael Olipitz   | ?    |
| 8     | Heimo Hutter – Walter Hutter          | ?    |
| 9     | Hermann Städler – Roland Hürlemann    | ?    |

Neun Doppelsitzer kamen in die Wertung.

## Medaillenspiegel
| Platz | Land       | Gold | Silber | Bronze | Gesamt |
| ----- | ---------- | ---- | ------ | ------ | ------ |
| 1.    | Italien    | 2    | 1      | 1      | 4      |
| 2.    | Österreich | 1    | 2      | 2      | 5      |